# Pocket Classics
 (décembre 2019).
Pocket Classics est une marque de voitures classiques à demi-échelle vendue au Royaume-Uni et en Europe, fondée en 2010.

## Description
Les voitures sont conçues pour les enfants, mais peuvent également être conduites par des adultes. Les versions essence peuvent dépasser 70 km/h et pour les versions électriques 25 km/h. Chaque voiture est différente, mais elles ont généralement des caractéristiques telles que des indicateurs, des phares et des klaxons.

## Modèles
Pocket Classics a eu 2 générations de voitures  qui sont toutes des hommages aux voitures classiques, mais qui ne sont pas approuvées ou associées aux fabricants des voitures originales ou de marque en tant que telles:
Génération 1 : modèles 5 Porsche 356, Mercedes 300SL, Jaguar Type E, Bugatti Type 35 et Willys Jeep
Modèles de génération 2 : 3 Jaguar XK120, AC Cobra, Ferrari_250 # 250_GT_Spyder_California_SWB

## Couverture médiatique
Pocket Classics a été présenté pour la première fois dans les médias fin 2010 par Metro, Bild, et le Daily Mail.
Les voitures ont également été testées sur route par Pistonheads.